# Thomas Ravelli
Thomas Ravelli (Vimmerby, 13. kolovoza 1959.) je umirovljeni švedski nogometni vratar te ključni član švedske nogometne reprezentacije koja je osvojila brončanu medalju na Svjetskom prvenstvu u SAD-u 1994. Također, Ravelli je postigao nevjerojatna 143 nastupa za švedsku nogometnu vrstu, čime je švedski rekorder po broju nastupa te jedan od rijetkih nogometnih igrača na svijetu s toliko nastupa.

## Karijera

### Klupska karijera
Na klupskoj razini, Ravelli je najveći dio svoje sportske karijere igrao u Švedskoj - za Östers i IFK Göteborg. Sa svakim klubom osvojio je po nekoliko naslova švedskog prvaka. Najuspješniji je ipak bio u redovima IFK Göteborga te je ukupno u karijeri osvojio 9 švedskih titula prvaka i jedan kup.
1998., s 39 godina odlazi u MLS momčad Tampa Bay Mutiny. Nakon jedne sezone u SAD-u, Ravelli se vraća u Švedsku gdje u momčadi Östersa završava svoju karijeru (također, u klubu gdje je i započeo ograti).
Tako je Ravelli u svojoj karijeri skupio 461 nastup u profesionalnom nogometu.

### Reprezentacija
Reprezentativna karijera Ravellija trajala je gotovo dva desetljeća. Za Švedsku je debitirao 1981. te je za izabranu vrstu nastupao na Svjetskim prvenstvima u Italiji 1990. i SAD-u 1994. te Europskom prvenstvu 1992. u Švedskoj.
Dok je na Svjetskom prvenstvu u Italiji bio rezervni vratar, na sljedeća dva natjecanja na kojima je sudjelovao (Euro 92' i Mundijal 94') Ravelli se ustalio kao standardni reprezentativni vratar.
Na Svjetskom prvenstvu u SAD-u 1994. osvojio je brončanu medalju. Na tom natjecanju postao je poznat po dva obranjena jedanaesterca u četvrtfinalnoj utakmici protiv Rumunjske. Posebice se važnim istaknula obrana protiv Miodraga Belodedicija. Sjajne obrane omogućile su mu osvajanje 2. mjesta u izboru za najboljeg vratara godine.
Ukupno gledajući, Ravelli je za Švedsku skupio impresivnih 143 nastupa. Tom brojkom ne samo da je švedski rekorder, nego je i među rijetkim nogometnim reprezentativcima Svijeta uopće koji su ostvarili toliko nastupa.

## Osvojeni trofeji

### Klupski trofeji
| Klub         | Natjecanje        | Sezona (godina) |
| Švedska      | Švedska           | Švedska         |
| ------------ | ----------------- | --------------- |
| Östers       | Švedsko prvenstvo | 1977./78        |
| Östers       | Švedsko prvenstvo | 1979./80        |
| Östers       | Švedsko prvenstvo | 1980./81        |
| IFK Göteborg | Švedsko prvenstvo | 1989/90         |
| IFK Göteborg | Švedsko prvenstvo | 1990./91        |
| IFK Göteborg | Švedsko prvenstvo | 1992./93        |
| IFK Göteborg | Švedsko prvenstvo | 1993./94        |
| IFK Göteborg | Švedsko prvenstvo | 1994./95        |
| IFK Göteborg | Švedsko prvenstvo | 1995./96        |
| IFK Göteborg | Švedski kup       | 1991.           |

### Reprezentativni trofeji
| Natjecanje                                | Godina  | Trofej  |
| Švedska                                   | Švedska | Švedska |
| ----------------------------------------- | ------- | ------- |
| Svjetsko prvenstvo u nogometu – SAD 1994. | 1994.   | Bronca  |

## Zanimljivosti
- Ravelli je sin austrijskog emigranta te je austrijsko-talijanskog podrijetla.[2][3]
- S bratom blizanacem Andreasom zajedno je nastupao u Östersu, IFK Göteborgu i švedskoj nogometnoj reprezentaciji.
- Ravelli se kao računalni lik pojavljuje u čak pet videoigara - FIFA 08, FIFA 09, FIFA 10 te FIFA Street 2 i FIFA Street 3.
  - U video-igri FIFA 10 Ravelli se pojavljuje kao član Classic XI momčadi zajedno s igračima kao što su Zico, Eric Cantona i Franz Beckenbauer. U istoj igri pojavljuje se i kao igrač švedske reprezentacije.
  - U video-igri FIFA Street 2 pojavljuje se s nogometnim legendama kao što su Paul Gascoigne, Hans Krankl, Abedi Pelé i Carlos Alberto.
  - U video-igri FIFA Street 3 pojavljuje se kao igrač Classic i Classic XI momčadi.

## Vanjske poveznice
- national-football-teams.com
- rsssf.com